# 多加良浦町
多加良浦町（たからうらちょう）は、愛知県名古屋市港区の地名。現行行政地名は多加良浦町1丁目から多加良浦町5丁目。住居表示未実施。

## 地理
名古屋市港区中央部に位置する。東は西川町・惟信町、西から北は当知町、南は宝神町に接する。
閑静な住宅街になっている。地域内にある多加良浦停留所からは名古屋市営バスが各地へ多数発着している。

## 歴史

### 町名の由来
宝来新田の宝の字を多加良と書き換えて命名されたという。

### 沿革
- 1942年（昭和17年）10月10日 - 港区惟信町の一部により、同区多加良浦町として成立[1]。
- 1985年（昭和60年）6月16日 - 一部が港区神宮寺に編入される[1]。

## 世帯数と人口
2019年（平成31年）3月1日現在の世帯数と人口は以下の通りである。
| 町丁       | 世帯数  | 人口  |
| ---------- | ------- | ----- |
| 多加良浦町 | 374世帯 | 829人 |

### 人口の変遷
国勢調査による人口の推移
| 2000年（平成12年） | 1,080人 | [ WEB 6 ] |  |
| 2005年（平成17年） | 1,017人 | [ WEB 7 ] |  |
| 2010年（平成22年） | 983人   | [ WEB 8 ] |  |
| 2015年（平成27年） | 866人   | [ WEB 9 ] |  |

## 学区
市立小・中学校に通う場合、学校等は以下の通りとなる。また、公立高等学校に通う場合の学区は以下の通りとなる。
| 丁目            | 番・番地等 | 小学校                 | 中学校               | 高等学校 |
| --------------- | ---------- | ---------------------- | -------------------- | -------- |
| 多加良浦町1丁目 | 全域       | 名古屋市立高木小学校   | 名古屋市立宝神中学校 | 尾張学区 |
| 多加良浦町2丁目 | 全域       | 名古屋市立高木小学校   | 名古屋市立宝神中学校 | 尾張学区 |
| 多加良浦町3丁目 | 全域       | 名古屋市立神宮寺小学校 | 名古屋市立宝神中学校 | 尾張学区 |
| 多加良浦町4丁目 | 全域       | 名古屋市立神宮寺小学校 | 名古屋市立宝神中学校 | 尾張学区 |
| 多加良浦町5丁目 | 全域       | 名古屋市立神宮寺小学校 | 名古屋市立宝神中学校 | 尾張学区 |

## 施設
- 惟信第一公園[2]

4丁目。1956年（昭和31年）10月15日供用開始。
- 惟信第二公園[2]

1丁目。1991年（平成3年）4月1日供用開始。
- 多加良浦公園[2]

4丁目。1992年（平成4年）4月1日供用開始。
- 惟信ポンプ場[2]
- 神明社[2]
- 真言宗智山派弁天寺[2]

1925年（大正14年）に竹生島の宝厳寺の名古屋別院として建立されたという。
- 天理教本宝浦分教会[2]

## その他

### 日本郵便
- 郵便番号 : 455-0825[WEB 3]（集配局：名古屋港郵便局[WEB 13]）。

### WEB
1. 1 2  “愛知県名古屋市港区の町丁・字一覧”.   人口統計ラボ. 2017年10月7日閲覧。
2. 1 2  “町・丁目(大字)別、年齢(10歳階級)別公簿人口(全市・区別)”.   名古屋市 (2019年3月20日). 2019年3月21日閲覧。
3. 1 2  “郵便番号”.  日本郵便. 2019年3月17日閲覧。
4. ↑  “市外局番の一覧”.   総務省. 2019年1月6日閲覧。
5. ↑  名古屋市役所市民経済局地域振興部住民課町名表示係 (2015年10月21日). “港区の町名一覧”.   名古屋市. 2020年11月15日閲覧。
6. ↑  名古屋市役所総務局企画部統計課統計係 (2005年7月1日). “（刊行物）名古屋の町(大字)・丁目別人口 (平成12年国勢調査) 港区” (XLS). 2017年10月8日閲覧。
7. ↑  名古屋市役所総務局企画部統計課統計係 (2007年6月29日). “平成17年国勢調査　名古屋の町(大字)別・年齢別人口 港区” (XLS). 2017年10月8日閲覧。
8. ↑  名古屋市役所総務局企画部統計課統計係 (2012年6月29日). “平成22年国勢調査　名古屋の町(大字)別・年齢別人口 港区” (XLS). 2017年10月8日閲覧。
9. ↑  名古屋市役所総務局企画部統計課統計係 (2017年7月7日). “平成27年国勢調査　名古屋の町(大字)別・年齢別人口” (XLS). 2017年10月8日閲覧。
10. ↑  “市立小・中学校の通学区域一覧”.   名古屋市 (2018年11月10日). 2019年1月14日閲覧。
11. ↑  “平成29年度以降の愛知県公立高等学校（全日制課程）入学者選抜における通学区域並びに群及びグループ分け案について”.   愛知県教育委員会 (2015年2月16日). 2019年1月14日閲覧。
12. 1 2 3 4 5 6  “都市公園の名称、位置及び区域並びに供用開始の期日” (2019年5月1日). 2019年11月3日閲覧。
13. ↑  “郵便番号簿 2018年度版” (PDF).   日本郵便. 2019年4月14日閲覧。

### 文献
1. 1 2 3  名古屋市計画局 1992, p. 839.
2. 1 2 3 4 5 6 7 8 9  「角川日本地名大辞典」編纂委員会 1989, p. 1533.
3. 1 2  名古屋市計画局 1992, p. 528.